# Coriocarcinoma
Il coriocarcinoma è una forma tumorale del trofoblasto, solitamente della placenta.  Può essere presente anche in altri tessuti quali l'utero o più raramente il testicolo.
Metastatizza facilmente per via ematogena e linfatica.

## Patogenesi
Nei casi secondari a gravidanza, la neoplasia origina da una degenerazione neoplastica di una mola vescicolare, una forma benigna pre-tumorale di tumore del trofoblasto, il tessuto da cui il feto trae nutrimento. La mola vescicolare può essere causata da una fecondazione anomala dove non vi è la formazione dell’embrione, ma solo della placenta che assume un aspetto a vescicole.

## Epidemiologia
Di forma molto rara, anche più del tumore del seno endodermico, le dimensioni sono notevoli, si mostra solitamente nelle donne in età avanzata. Per quanto riguarda le gravidanze si mostra 1 caso su 40 000 gestazioni normali, fra le varia forme quella della placenta risulta la più rara. Nelle donne il 24% dei casi si sviluppa dopo il parto, 25% dopo l'aborto spontaneo e più raramente, nel 5% dei casi dopo una gravidanza ectopica.
Nel 50% rappresenta l'evoluzione maligna di una mola completa.

## Sintomatologia
Fra i sintomi e i segni clinici ritroviamo dolore addominale, elevata produzione di gonadotropina corionica (hCG), sanguinamento.

## Esami
A volte il coriocarcinoma si mostra con altre forme tumorali rendendo difficoltoso un esatto riconoscimento (ovvero la diagnosi) dello stesso.. Oltre al dosaggio dell'hCG, si esegue una radiografia per valutare eventuali metastasi (se radiografia negativa, si fa una tomografia computerizzata per sicurezza).

## Terapia
Si prevede come trattamento l'utilizzo di chemioterapia, radioterapia e come intervento chirurgico l'escissione.

## Stadiazione
Stadio I: confinato all'utero
Stadio II: si estende oltre l'utero, ma è confinato alla pelvi
Stadio III: Metastasi polmonari
Stadio IV: Metastasi in altri organi (fegato, encefalo, ecc.)

## Prognosi
Le pazienti si dividono in pazienti a basso/ad alto rischio, in base a uno score che risulti, rispettivamente, minore o maggiore di 7, secondo uno Score System ideato dalla WHO.
La prognosi risulta buona se viene trattato in tempo, mentre, al contrario, in soggetti immunocompromessi (come nel caso di malati di AIDS) la mortalità diventa molto elevata.

## Veterinaria
Anche se molto raramente, sono stati riscontrati casi di coriocarcinoma anche in animali, come il cane.